# Prymordializm
Prymordializm (łac. primordium „zawiązek”) – pogląd uznający jedność, wieczność i moralność narodu, traktujący naród jako zjawisko o pierwotnym znaczeniu w ludzkim życiu. Bliski jest w tym względzie perenializmowi (perennializmowi), uznającemu, iż narody istniały w każdej epoce historycznej, a także, że wiele współczesnych narodów istniało w odległej przeszłości (łac. perenis „wieczysty”).
Prymordializm można wywieść od ideologii niemieckiego romantyzmu, w szczególności Johanna Gottlieba Fichtego i Johanna Gottfrieda Herdera. Pojęcie narodu było dla Herdera równoznaczne ze wspólnotą językową. Jego zdaniem język jest pochodną myśli, stąd wniosek, że każda wspólnota myśli inaczej i ma swój określony charakter.
Prymordializm spotkał się z krytyką po II wojnie światowej, a naród zaczęto traktować jako efekt nowożytnych uwarunkowań politycznych. Choć główne hasła prymordializmu zostały odrzucone przez większość teoretyków nacjonalizmu, niektóre jego idee są nadal żywe, m.in. w koncepcji etnosymbolizmu A. D. Smitha.